# Joseph Valart
Joseph Valart (né le 25 décembre 1698 à Fortel-en-Artois, où il est mort le 2 février 1781, est un traducteur, éditeur, grammairien, et philologue français.

## Biographie
Valart a fait ses études au collège d'Amiens. Ensuite, il y créa une école, fut un professeur très connu, mais un directeur « médiocre ». Valart est un polémiste, connu par ses critiques et surtout par sa susceptibilité.  C’est ainsi qu’une rixe s’élevait entre lui et Lenglet-Dufresnoy qui a osé critiquer son ouvrage Géographie abrégée, Valart répliqua en démontrant l’existence de 80 erreurs (qui furent tardivement corrigées, c'est-à-dire dans l’édition de 1744) dans les Tablettes chronologiques de son confrère (devenu ennemi). 
Et pour le même motif, il lança en 1746, une brochure qui s’intitule Examen de la latinité du P. Jouvency où il exposait 90 fautes dans son œuvre l’Appendix de diis. Une collection d’auteurs composée de Fréron, Mercier, le P. Desbillons et Saint-Léger forma la riposte en défendant Jouvency.  Mais Valart ne resta pas longtemps silencieux, il riposta par une critique acerbe adressée à chacun d’entre eux. En tant qu’éditeur, il nous a laissé, les éditions de plusieurs classiques latins dans la collection Barbou.

## Sélection d'œuvres
- Abrégé de grammaire latine (1738 et 1760)
- Prosodie, ou Versification latine (1742)
- Grammaire française (1742)
- Géographie abrégée (1743)
- Rudiments de la langue latine (1749, 8e édition en 1758)
- L'imitation de Jésus-Christ, ouvrage anonyme traduit par Joseph Valart, frontispice gravé par Joseph de Longueil d'après Clément-Pierre Marillier, chez Barbou, Paris, 1764, réimprimé en 1773 et 1789.

## Pour approfondir